# Пиндзарроне, Нина
Нина Пиндзарроне (фр. Nina Pinzarrone; род. 24 ноября 2006, Брюссель, Бельгия) — бельгийская фигуристка, выступающая в одиночном катании. Двукратный бронзовый призёр чемпионатов Европы (2024, 2025), серебряный призёр Гран-при Франции (2023), бронзовый призёр Гран-при Японии (2023), двукратная чемпионка Бельгии (2024, 2025).
По состоянию на 29 марта 2025 года занимает 7-е место в рейтинге Международного союза конькобежцев.

## Биография

### Ранние годы
Пиндзарроне родилась 24 ноября 2006 года в Брюсселе, Бельгия. Её отец — Марио Пиндзарроне — имеет итальянское происхождение, а мать — Лоранс Новале — бельгийка из Брюсселя. У неё есть старшая сестра Лили, которая также занимается фигурным катанием. Родной язык Нины — французский, но она тренируется во Фландрии и ходит в нидерландскоязычную школу. Поскольку её отец итальянского происхождения, она в течение года изучала итальянский язык, но не говорит на нём.
Встала на коньки в 2010 году в возрасте трёх лет. Она взяла пример со своей сестры Лили, которая заинтересовалась фигурным катанием после его просмотра по телевизору.

### Сезон 2021/22
В августе 2021 года Пиндзарроне дебютировала в рамках юниорских Гран-при, выступив на этапе во Франции. Она заняла пятое место в короткой программе и шестое в произвольной, став шестой в общем зачёте. На втором для себя этапе, который проходил в Словении, фигуристка снова стала пятой и шестой в коротком и произвольном прокатах соответственно, но в итоговом протоколе заняла пятое место.
Пиндзарроне больше не участвовала в соревнованиях до ноября, когда завоевала золото чемпионата Бельгии среди юниоров. После победы на национальном уровне, с декабря 2021 года по февраль 2022 года, она победила на трёх международных юниорских турнирах — Santa Claus Cup, Icelab International Cup и Dragon Trophy. В марте заняла седьмое место на Challenge Cup.
В апреле 2022 года впервые выступила на чемпионате мира среди юниоров. По итогам короткой программы она шла на седьмой позиции, но во втором сегменте показала лишь шестнадцатый результат, за счёт чего опустилась на окончательную одиннадцатую строчку.

### Сезон 2022/23
В новом сезоне Пиндзарроне перешла из юниоров во взрослое катание. В июле 2022 года она получила приглашение на этап Гран-при в Великобритании, а в августе заменила Лим Ынсу в заявке Гран-при Канады. Но позже бельгийка снялась с обоих турниров из-за травмы бедра.
После возвращения на лёд Пиндзарроне завоевала серебряную медаль на Latvia Trophy. Достигнув технического минимума, она вместе с чемпионкой страны Луной Хендрикс представила Бельгию на чемпионате Европы. Тренер Нины — Ансье Бокландт — подчёркивала, что главной задачей для Пиндзарроне на этом турнире было получение технического минимума в произвольной программе, который бы позволил выступить на чемпионате мира. В первый день чемпионата Европы она финишировала шестой. После произвольной, где у Нины была вторая лучшая техническая оценка среди всех участниц, она поднялась на пятую строчку.
Благодаря прошлогоднему успеху Хендрикс на чемпионате мира, сборная Бельгии подходила к новому чемпионату с максимальными тремя квотами в женском одиночном катании. Впервые в истории бельгийской сборной на одном чемпионате мира выступили сразу три фигуристки-одиночницы — Пиндзарроне, Хендрикс и серебряная медалистка бельгийского чемпионата Жад Овин. Нина по сумме двух программ заняла одиннадцатое место.

### Сезон 2023/24
Постановщиком новой короткой программы выступил Бенуа Ришо. Музыкальное сопровождение — композиция «Charms» Абеля Коженёвского из саундтрека «МЫ. Верим в любовь». По сюжету программы Нина изображает девушку, которая стоит у окна в закрытом помещении и смотрит как другие люди веселятся, а после последнего прыжка происходит её высвобождение.
На первых соревнованиях в сезоне — Lombardia Trophy 2023 — Пиндзарроне была «сама не своя» и заняла лишь девятое место.
Затем дебютировала во взрослой серии Гран-при. Перед турниром она не входила в число фаворитов. По мнению эксперта Джеки Вонга, бельгийка могла стать восьмой среди двенадцати участниц, Вонг также отметил, что «она может удивить». После первого дня на Гран-при Франции занимала четвёртое место, что позволило ей бороться за медали. За счёт двух программ, выполненных без ошибок, Пиндзарроне завоевала серебряную медаль и обновила личный рекорд во всех сегментах — в короткой, произвольной и по сумме.

## Программы
| Сезон   | Короткая программа                                                                      | Произвольная программа |
| ------- | --------------------------------------------------------------------------------------- | --- |
| 2024/25 | - «Лебединое озеро» Пётр Чайковский в исполнении Питера Кавалло хореография: Бенуа Ришо | - «Рассказ служанки»: - «Escapes Within» Адам Тейлор, Элизабет Мосс - «Nocturne in D-flat Major „Un rêve“» Эрик Кристиан хореография: Бенуа Ришо                           |
| 2023/24 | - «МЫ. Верим в любовь»: - «Charms» Абель Коженёвский хореография: Бенуа Ришо            | - «Спартак»: - «Adagio of Spartacus and Phrygia» - «The Via Appia and Dance of the Shepherd and Shepherdess» Арам Хачатурян в исполнении Андре Рьё хореография: Бенуа Ришо |
| 2022/23 | - «Таис»: - «Méditation» Жюль Массне хореография: Бенуа Ришо                            | - «Жизнь прекрасна»: - «Buon giorno principessa» - «Beautiful That Way» Никола Пьовани - «La vie est belle» Андре Рьё хореография: Бенуа Ришо                              |
| 2021/22 | - «Шербурские зонтики»: - «I Will Wait for You» Мишель Легран хореография: Бенуа Ришо   | - «Фрида»: - «Benediction and Dream» - «The Floating Bed» - «Solo Tú» Эллиот Голденталь хореография: Бенуа Ришо                                                            |

## Результаты
CS: Challenger Series
| Соревнования                | 20/21         | 21/22         | 22/23         | 23/24         | 24/25         |
| Международные               | Международные | Международные | Международные | Международные | Международные |
| --------------------------- | ------------- | ------------- | ------------- | ------------- | ------------- |
| Чемпионат мира              |               |               | 11            |               | 7             |
| Чемпионат Европы            |               |               | 5             | 3             | 3             |
| Финал Гран-при              |               |               |               | 4             |               |
| Гран-при Франции            |               |               |               | 2             | 6             |
| Гран-при Японии             |               |               |               | 3             |               |
| Гран-при США                |               |               |               |               | 4             |
| CS Lombardia Trophy         |               |               |               | 9             |               |
| CS Tallinn Trophy           |               |               |               |               | 1             |
| CS Золотой конёк Загреба    |               |               |               |               | 2             |
| Shanghai Trophy             |               |               |               | 4             |               |
| Challenge Cup               |               |               | 4             |               |               |
| Latvia Trophy               |               |               | 2             |               |               |
| Международные среди юниоров |               |               |               |               |               |
| Чемпионат мира              |               | 11            |               |               |               |
| Гран-при Словении           |               | 5             |               |               |               |
| Гран-при Франции (2)        |               | 6             |               |               |               |
| Challenge Cup               |               | 7             |               |               |               |
| Coupe du Printemps          |               | 2             |               |               |               |
| Dragon Trophy               |               | 1             |               |               |               |
| Icelab International Cup    |               | 1             |               |               |               |
| Santa Claus Cup             |               | 1             |               |               |               |
| Egna Spring Trophy          | 1             |               |               |               |               |
| Skate Helena                | 1             |               |               |               |               |
| Sofia Trophy                | 1             |               |               |               |               |
| Национальные                |               |               |               |               |               |
| Чемпионат Бельгии           |               |               |               | 1             | 1             |
| Чемпионат Бельгии — юн.     |               | 1             |               |               |               |